# Химическая номенклатура
Хими́ческая номенклату́ра — совокупность химических терминов и названий индивидуальных химических веществ, их групп и классов, а также правила составления этих названий.

## История
Система наименований химических соединений длительное время развивалась хаотично, наименования давались в основном первооткрывателями каких-либо соединений. Многие вещества известны настолько давно, что происхождение их наименований носит легендарный характер. Исторически сложившиеся «собственные имена» выделяют как тривиальные названия. Они не вытекают из каких-либо единых систематических принципов, не выражают строения соединения и чрезвычайно разнообразны. Например: рудничный газ, винный спирт, ванилин, сода.

### Создание систематической номенклатуры
Химическая номенклатура, как система единых принципов для создания общепринятой терминологии и названий веществ (систематическая номенклатура), берет свое начало с работы Гитона де Морво, который в 1782 году предложил в противовес спорадическому присвоению названий химических веществ подход, согласно которому простейшим химическим веществам следует присвоить простые химические названия, из которых далее возможно составлять названия соединений более сложного состава. Гитон де Морво опубликовал первую таблицу химической номенклатуры (Tableau de Nomenclature Chimique), включавшую шесть минеральных кислот, шесть кислот растительного и четыре животного происхождения, а также три щелочи и предложил на их основе метод наименования около пятисот соединений. В 1787 г шесть французских химиков — Гитон де Морво, Лавуазье, Бертолле, Фуркруа, Хассенфратц и Аде — опубликовали первую общепринятую систематическую химическую номенклатуру (Méthode de nomenclature chimique), получившую далее известность как номенклатура Лавуазье. Наряду с правилами наименования веществ, в ней было предложено использовать комбинацию букв и геометрических фигур в качестве символов для обозначения химических веществ и отдельных групп (например, квадрат с буквой F обозначал железо, а круг с буквой F обозначал фторид-ион)−347−245, что явилось прообразом химических формул.
В 1801 году В. М. Севергин принимает новую химическую номенклатуру Лавуазье, переводит и вводит русскоязычные химические термины. Например, он впервые назвал: «кислотворное вещество» (кратко «кислотвор», совр. кислород), водотворное — водород, удушливое — (азот), угольное — углерод. Оксиды металлов назвал — «земли». Дал химическое обозначение солям. В дальнейшем он переводил и составлял химические словари, что способствовало закреплению его химической номенклатуры. Развернутое описание химической номенклатуры на русском языке было дано Г. Гессом в 1831 году.
В 1803—1810 годах Дальтон предложил альтернативный номенклатуре Лавуазье подход для краткой записи химических соединений, в котором элементы отображались в виде кругов, символизировавшие атомы, с особыми символами или буквами для каждого химического элемента. Достоинством такого подхода являлась возможность изображать структуры молекул в виде комбинации атомов, что явилось прототипом современных структурных формул. Основной недостаток, как и для символических обозначений в номенклатуре Лавуазье, состоял в трудности использования таких обозначений в печатных изданиях−256.
В 1813—1814 годах Берцелиус ввёл термин формула для используемого и в настоящее время способа краткой записи соединений, в которой буквенными символами и числами отражается их элементный состав. Каждому химическому элементу соответствовало буквенное обозначение (символ), которое являлось сокращением от его названия на латинском языке и состояло из заглавной буквы или комбинации заглавной и строчной букв латинского алфавита. Формулы Берцелиуса состояли из символов элементов и числовых индексов, отражающих соотношение элементов в соединении−359−348. Берцелиус также предложил использовать предложенные им формулы химических веществ при записи уравнений химических реакций−52. Основная критика формул Берцелиуса, в частности, со стороны Дальтона, состояла в невозможности их использования для отражения последовательности соединения атомов в молекулах. К середине XIX века сформировалась традиция ставить в соответствие названию химического соединения его буквенно-числовую формулу. Созданная Берцелиусом электрохимическая теория, согласно которой соединения образуются в результате взаимодействия «электроположительных» и «электроотрицательных» элементов, стала прочной основой для выработавшей к этому времени номенклатуры неорганических соединений и предшественником бинарной номенклатуры, используемой в настоящее время в неорганической химии.

### Этапы развития систематической номенклатуры органических веществ
В конце XVII - начале XIX века химикам удалось выделить из растений и животных большую группу соединений, названных органическими веществами. Однако их ограниченный элементный состав (углерод, водород, а также кислород и, реже, азот и фосфор), отсутствие данных о структуре молекул, а также трудности в установлении количественного состава органических соединений не позволяли использовать для конструирования их названий систематические подходы, достаточно успешно применяемые в то время для неорганических веществ. Поэтому до середины XIX века для органических веществ использовались лишь тривиальные названия по источнику их происхождения (муравьиная, винная, лимонная кислоты), первооткрывателю (кетон Михлера, основание Трёгера), а также являющиеся сокращениями слов и других названий (альдегид — Alcohol dehydrohenatus или ацеталь — продукт реакции ацетона и спирта (alcohol)).
Систематическая номенклатура органических соединений в полной мере возникла после разработки научных основ органической химии, сформированной в 1861 году Бутлеровым в виде теории строения молекул органических веществ, согласно которой идентичность органических соединений определяется не только элементным составом молекул, но и порядком соединения в них атомов и их пространственным расположением.
Можно выделить четыре основных этапа развития систематической номенклатуры:
- Рациональная (радикально-функциональная) номенклатура создана в середине XIX века под влиянием теории радикалов Берцелиуса и более поздней теории типов Дюма и Лорана. Следствием теории типов и последующего открытия гомологии и изомерии стала возможность объединять вещества с близкими свойствами в одну группу (спирты, кетоны, карбоновые кислоты), используя при их наименовании название самого простого представителя (метан, фенол, нафталин, муравьиная кислота и др) в качестве основы, к которой в качестве приставок добавлялись названия радикалов, замещавшие водород; так, этан в рациональной номенклатуре имел название метилметан. Использовали и другие основы названий, не связанные с конкретными соединениями (кетон, карбинол), например, диметилкетон для ацетона, метилэтилкарбинол для бутан-2-ола[3]−299. Последние значимые уточнения в рациональную номенклатуру вносились в 1879 году Лондонским Химическим обществом.[16]−276 В настоящее время рациональная номенклатура широкого распространения не имеет, но отдельные её положения нашли отражение в современной заместительной номенклатуре.
- Женевская номенклатура[17]. 19—22 апреля 1892 на Женевском конгрессе[18][19] Международной комиссии для реформы химической номенклатуры были приняты правила номенклатуры, называемой Женевской. Это были первые научно-обоснованные и хорошо систематизированные правила для органических веществ, основанные на данных о структуре и составе соединений. Появляется термин «систематическая номенклатура», в которой каждому названию может быть сопоставлена соответствующая структурная формула соединения. В основу легли принципы заместительной номенклатуры, в которой молекулы соединений рассматриваются как продукты замещения атомов водорода в молекулах углеводородов на различные другие атомы, заместители или функциональные группы, при этом, основу названий стали составлять названия соответствующих углеводородов. Например, диметилэтилметан получил название 2-метилбутан. Появились первые правила выбора главной углеродной цепи и боковых цепей при построении названий, обозначение и нумерация кратных связей. Названия многих функциональных групп стали отражаться в суффиксе (пропанон для ацетона, этановая кислота для уксусной кислоты), при этом понятие главной функциональной группы при выборе основной цепи ещё отсутствовало (например, для бензилового спирта использовалось название бензол-этилол). Женевская номенклатура составила основу номенклатурных правил органической химии разрабатываемых далее при участии ИЮПАК.
- Льежская номенклатура[20][21]. В 1930 ИЮПАК по результатам конференции в Льеже принял новые правила наименования органических соединений, которые были близки к Женевской номенклатуре, но уточняли ряд её положений, в частности,
  - химическая номенклатура фокусировалась на соединениях известного строения;
  - точная форма терминов, окончаний и др. составляющих названий должна была быть приведена в соответствие с особенностями каждого национального языка;
  - введено понятие главной функциональной группы в соединении, с которой должна быть обязательно соединена главная углеродная цепь молекулы, функциональные группы ранжированы по старшинству для возможности выбора одной главной группы;
  - рассмотрение названий белков, витаминов и гормонов переведено в биохимическую номенклатуру.➤
- Последующие версии номенклатуры ИЮПАК. Разнообразие номенклатурных систем для новых органических соединений и возникающие из-за этого сложности в научной и практической деятельности привели к тому, что в 1947 году на совещании ИЮПАК в Лондоне было принято решение о выработке новых международных правил номенклатуры, которые были созданы в 1957 году и опубликованы под названием Правила номенклатуры органических соединений IUPAC 1957[22]. Впоследствии они составили регулярно обновляемый свод номенклатурных правил ИЮПАК по органической химии, известный как Синяя книга[англ.][23][24].

### Совершенствование номенклатуры неорганических и координационных соединений
Существенным дополнением к бинарной номенклатуре неорганических соединений, созданной при участии Лавуазье и Берцелиуса, стала аддитивная номенклатура, предложенная Вернером для координационных соединений. В аддитивной номенклатуре названия лигандов следовали за названием центрального атома, к которому добавлялось окончание -ат, если комплексная часть координационного соединения была анионом. Вернер тажке предложил использовать мультипликативные приставки (ди-, три- и т.д.) для указания количества лигандов. Например, тетрацианоникелат(0) калия для K4[Ni(CN)4] или хлорид трис(этилендиамин)кобальта (III) для [Co(NH2CH2CH2NH2)3]Cl3.
Дальнейшая работа по совершенствованию номенклатуры неорганических соединений проводилось под эгидой ИЮПАК, в частности, в 1940 году вышли первые общепринятые Правила наименования неорганических веществ, которые регламентировали построения названий бинарных соединений и веществ, составленных из более двух элементов, номенклатуру кислородсодержащих кислот и их анионов (в том числе мета-, пиро- и поликислот), солей и их кристаллогидратов, координационных соединений. Последующие редации этого документа составили свод номенклатурных правил ИЮПАК по неорганической химии, названный Красная книга.

### Создание номенклатуры полимеров
Впервые упорядоченные номенклатурные правила в области химии полимеров (высокомолекулярных соединений) были разработаны ИЮПАК в 1952 году. Наряду с общей терминологией и принципами наименования полимерных молекул они включали определения понятий молекулярной массы полимеров, осмотического давления и вязкости их растворов, номенклатуру полисахаридов, определения основных типов реакций полимеризации и их кинетических аспектов. Первые систематические названия линейных органических полимеров, не получившие впоследствии широкого распространения, состояли из приставки поли-, названия простейшего структурно-повторяющегося фрагмента и суффикса -амер (например, полиметамер для полиэтилена). Далее эта номенклатура была дополнена описанием пространственной структуры для случая регулярных полимеров.
В 1975 году номенклатура была существенно пересмотрена и стали допустимыми два подхода для наименования полимеров на основе:
- названий синтетического предшественника — исходного мономера или его условного аналога (например, полиэтилен),
- названий структурно повторяющегося фрагмента (поли(метилен)),

причём, в обоих случаях для названий основы использовалась заместительная номенклатура ИЮПАК для органической химии. Эти походы используются в современной номенклатуре высокомолекулярных соединений, составляющей Фиолетовую книгу ИЮПАК, в которой также классифицированы структурные типы полимеров и приведены способы построения их структурных формул и перечень общеупотребимых аббревиатур.

### Создание биохимической номенклатуры
В период с 1921 до 1954 года разработкой номенклатуры в области биологической химии занималась отдельная комиссия ИЮПАК. За это время в сотрудничестве с комиссией ИЮПАК по номенклатуре органической химии ею были созданы единые правила для наименования углеводов, аминокислот и пептидов, жиров, ферментов, каротиноидов и витаминов. Выделение биохимии в отдельную от химии и родственную молекулярной биологии область науки привело к созданию в 1955 году самостоятельного Международного союза биохимии (International Union of Biochemistry, IUB), позднее ставшего Международным союзом биохимии и молекулярной биологии (International Union of Biochemistry and Molecular Biology, IUBMB), который создал собственную комиссию по номенклатуре. С этого времени ИЮПАК и IUB(MB) ведут совместную работу по совершенствованию биохимической номенклатуры в рамках объединённой комиссии (до 1977 года — Commission of Biochemical Nomenclature, CNB, далее — Joint Commission on Biochemical Nomenclature, JCNB), при этом вопросы номенклатуры, не затрагивающие напрямую интересы химиков, рассматриваются отдельной номенклатурной комиссией IUBMB (Nomenclature Committee of IUBMB, NC-IUBMB)−159. В 1992 году ИЮПАК и IUBMB выпустили актуальный в то время сборник статей по биохимической номенклатуре, названный Белая книга. Номенклатурные правила по биохимии традиционно выпускаются в виде отдельных статей для каждого класса природных соединений и публикуются в изданиях ИЮПАК и IUBMB, а также размещаются на сайте JCNB.
Изначально предполагалось, что для наименования веществ биологического происхождения известного состава и строения будет применяться заместительная номенклатура органических веществ, однако, для биохимического сообщества более приемлемым оказался подход, основанный на принципах рациональной номенклатуры с использованием большого количества тривиальных основ (например, гидрокси-4-L-пролин, деоксирибоза), а для природных соединений более сложного строения (например, ферменты) структурный подход оказался полностью неприменим. Далее основным принципом биохимической номенклатуры стало создании не систематических, а скорее согласованных (coherent) названий и последовательных подходов к их построению−86, при этом названия биохимических молекул выстраиваются на основе одного или более критериев, приведенных ниже−160:
- источник для выделения (организм, органелла);
- функции в живых организмах;
- структурные особенности;
- в виде производного от другого родственного соединения, названного по вышеуказанным критериям;
- порядковые или каталожные номера.

## Современное состояние

### Номенклатура ИЮПАК — действующий мировой стандарт
Наличие устоявшейся, общепризнанной на мировом уровне и активно используемой химической номенклатуры является результатом активной и скрупулёзной работы ИЮПАК в течение всей столетней истории существования этого химического общества, сумевшего консолидировать усилия химиков всего мира для выработки единых принципов наименования химических веществ и химической терминологии. На сегодняшний день именно номенклатура ИЮПАК является стандартным средством коммуникации в большинстве научных и промышленных областей химии.
Современная химическая номенклатура ИЮПАК содержит сведения по трем основным направлениям:
- Химическая терминология и единицы измерения[34][46][47][48][49];
- Правила наименования химических веществ и химических элементов[24][28][34][41], универсальные идентификаторы для химических веществ (InChI)[50][51];
- Методологические основы теоретической и экспериментальной химии для различных её областей (аналитическая химия[48], физическая химия[47], клиническая биохимия[49]).

Совершенствуя химическую номенклатуру по междисциплинарным областям химии, ИЮПАК тесно взаимодействует с другими мировыми научными организациями, например, Международным союзом биохимии и молекулярной биологии в случае биохимической номенклатуры или Международной федерацией клинической химии и лабораторной медицины для развития раздела химической номенклатуры для применения в клинической биохимии.
Успешность создания химической номенклатуры, общепринятой в мировом масштабе, зачастую определяется возможностью нахождения компромиссов в случае неоднозначных вопросов. В номенклатуре ИЮПАК яркими примерами таких компромиссных решений являются:
- Отказ от доминирующей роли английского языка — применение номенклатуры вне англоговорящих стран учитывает нормы и правила национальных языков, что создает определённые трудности в переводе названий и терминов с одного языка на другой, но позволяет делать их лексически и фонетически более гармоничными.
- Соглашение о возможности использования устойчивых тривиальных (не относящихся к систематической или полусистематической номенклатуре) названий для ряда широко известных веществ.
- Решение ИЮПАК о названиях ряда тяжелых трансурановых химических элементов в 2016 году с учётом приоритетов различных стран в их синтезе[54] .

## Тривиальные названия соединений
Тривиальные названия — названия, исторически закрепившиеся за какими-либо соединениями, и не соответствующие никакой номенклатуре.
- Тривиальные названия неорганических соединений
- Тривиальные названия органических соединений